# Christian Huitema
Christian Huitema, né le 13 janvier 1953 à Nantes, est un ingénieur et un chercheur en informatique français.
Il a notamment été le premier président non américain de l'IAB (Internet Architecture Board) d'avril 1993 à juillet 1995.

## Biographie
Diplômé de l'École polytechnique (France), Christian Huitema entre pour cinq ans comme ingénieur dans la société Sema à Montrouge avant de rentrer au Centre national d'études des télécommunications à Issy-les-Moulineaux.

### Enseignant-chercheur
Christian Huitema a participé à partir de 1980 à la recherche sur les protocoles réseaux de la SM90 dans le cadrecdu projet pilote SOL destiné à mixer les efforts industriels et recherche publique autour d'un système d'exploitation Unix pour une station de travail à structure modulaire multiprocesseur sous UNIX, la SM90 , conçue en interne entre 1980 et 1981, avec la collaboration de la SEMS, qui préfigure la série de machines à vocation industrielle. Les ingénieurs informaticiens du CNET basés au CCETT de Rennes, spécialistes des images de synthèses, y développent sur SM90 Unix en 1979 "la première machine au monde capable de visualiser 400 polygones en couleur et en temps réel", le Cubic, qui sera commercialisé par la société Telmat. 
En 1986, il rejoint l'Institut national de recherche en informatique et en automatique (INRIA) et son centre de Sophia Antipolis dans la network-valley française.
Il y collabore à différents projets de recherche parmi lesquels :
- le projet Nadir (conjointement avec le CNET) destiné à étudier l'utilisation « informatique » des satellites de télécommunications,
- le projet Esprit Thorn qui constitue une des premières implémentation du standard d'annuaire distribué X.500,

Jusqu'en 1996, il dirige le projet Rodeo (devenu Planète) qui vise à définir et à expérimenter des protocoles de communication pour des réseaux à très haut débit, à un Gbit/s ou plus, notamment le protocole Multicast. Ce projet a ainsi permis de démontrer en 1994 qu'il était possible de faire de la vidéo-communication sur l'Internet (grâce au système IVS de vidéo-conférence sur IP basé sur le protocole H.261). Il participe à un grand nombre de propositions et d'évaluations de protocoles de l'internet.
Il assure également des cours à l'École Supérieure des Sciences Informatiques, l'École supérieure en sciences informatiques de l'Université de Nice - Sophia Antipolis.

### Instances d'Internet et secteur privé
Membre de l'Internet Architecture Board (IAB) de 1991 à 1996, Christian Huitema en est le premier président non-américain d'avril 1993 à juillet 1995.
En 1996, il s'expatrie à Morristown (New Jersey) pour travailler dans les laboratoires Bellcore (en) comme « Chief Scientist ». Là, il participe à la recherche sur la téléphonie et la qualité de service sur l'Internet.
Christian Huitema rejoint la société Microsoft en février 2000 en tant qu'architecte du groupe « Communications et réseaux de Windows » dans un premier temps, avant de diriger l'équipe « Réseau sans fil et mobilité » de l'éditeur de Redmond où il travaille entre autres à l'intégration des technologies UWB, WiMAX et des réseaux à topologie mesh dans le système d'exploitation de l'éditeur.
Christian Huitema est invité au cours de la même année 2000 aux Rencontres internet d'Autrans par Bruno Oudet, enseignant-chercheur en informatique et collaborateur bénévole au Laboratoire d'informatique de Grenoble, et il lui est reproché de partir hez Microsoft .
Il quitte Microsoft en septembre 2016.

## Publications
- Et Dieu créa l'Internet, Paris, Eyrolles, 1995, 201 p. (ISBN 978-2-212-08855-7)
- Le routage dans l'Internet, Paris, Eyrolles, 1995, 417 p. (ISBN 978-2-212-08902-8)
- (en) IPv6 : The New Internet Protocol, Prentice Hall PTR, 1998, 247 p. (ISBN 978-0-13-850505-9)